# Benjamin Tucker
Benjamin Ricketson Tucker (17. dubna 1854 Dartmouth, Massachusetts – 22. června 1939 Monako) byl americký anarchoindividualista, editor a vydavatel anarchistického periodika Liberty. Znal se s dalším americkým anarchoindividualistou Josiah Warrenem, se kterým ho seznámil Ezra Heywood. Měl vztah s Victorií Woodhull, který trval 3 roky. Benjamin Tucker přeložil do angličtiny knihu Maxe Stirnera Jediný a jeho vlastnictví.
V názoru na zajišťování bezpečnosti Tucker předjímá pozdější anarchokapitalistické koncepty, z Tuckera kriticky vycházel Murray Rothbard. Tucker tvrdí, že „obrana občanstva před násilím je službou, jíž by bylo možno platiti jako každou jinou; zůstavena soukromé iniciativě, nebyla by – následkem svobodné soutěže – příliš drahou; v rukou státu je však nesmírně nákladná, jakmile tento se jí jen jistou měrou zabývá.“

## Čtyři monopoly
Tucker tvrdil, že za špatný stav amerických dělníků je výsledkem čtyř monopolů:
- monopol peněz
- monopol půdy
- cel
- patentů